# Mercedes-Benz 300SL
De Mercedes-Benz 300SL (waarbij SL staat voor Sport Leicht) is een tweepersoons auto van het Duitse automerk Mercedes-Benz, die vanaf 1952 tot 1963 werd vervaardigd. De 300SL was in twee types te onderscheiden: De W 198 I was de Coupé met vleugeldeuren die van 1952 tot 1957 werd geproduceerd. De W 198 II was de open roadster die van 1957 tot 1963 werd geproduceerd.
Om na de Tweede Wereldoorlog weer aan de autoracerij deel te kunnen nemen, had Mercedes-Benz de 300SLR ontwikkeld, een tweepersoons racewagen in navolging van de roemruchte W196 racewagen. Liefhebbers van de racerij werd een alternatief geboden door de ontwikkeling van de 300 SL met de uit de 300 SLR verkregen kennis, en werden veel raceonderdelen in deze wagen verwerkt. Kenmerkend was de zeer stijve constructie van het chassis in de vorm van aaneengelaste buizen om een goede verdeling van reactiekrachten te kunnen verdelen. Voorts werd een pendelas-constructie op de achterwielen toegepast. De motor werd betrokken uit het type 300 (de later zo genoemde Adenauer) en aangepast en gekanteld geplaatst, zodat die onder de lage motorkap kon worden gemonteerd.

## 300SL Coupé

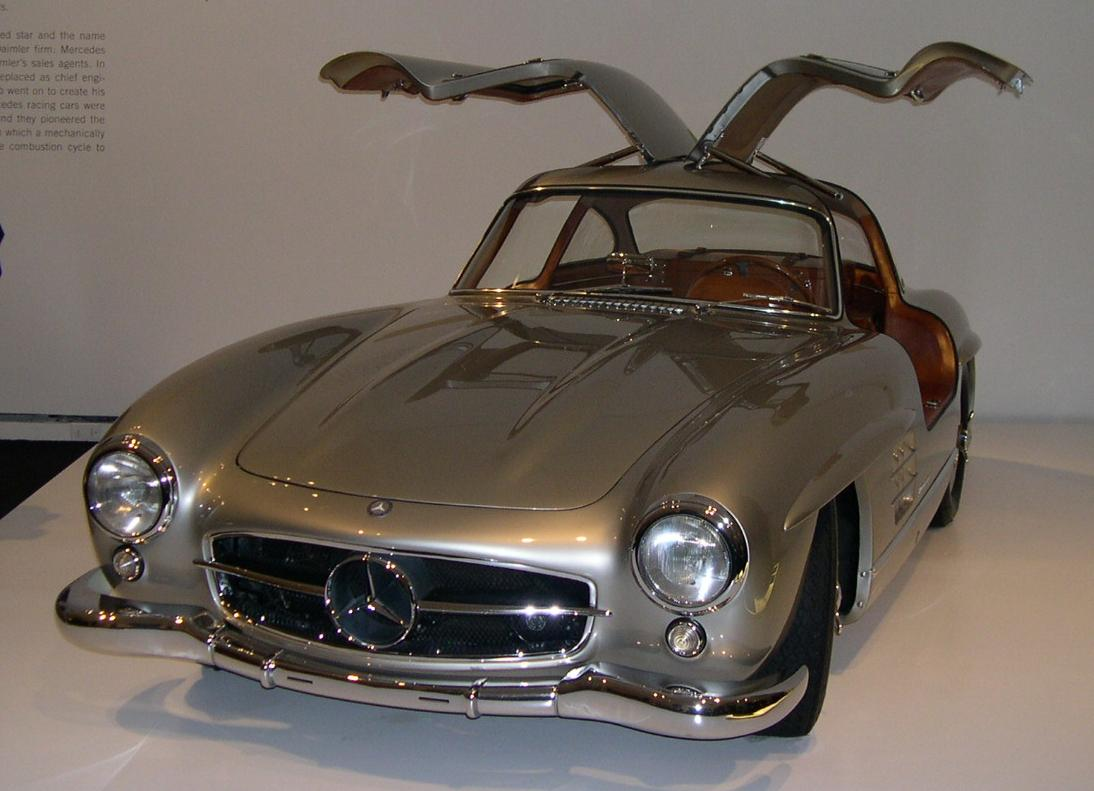
300SL Coupé 1955

De W 198 I (300SL Coupé) is het type dat het meest tot de verbeelding spreekt door zijn vleugeldeuren die verticaal openen. Hierdoor kreeg de auto de bijnamen: Flügeltür, Gullwing en Vleugeldeur. In eerste instantie was het een puur op racen ontworpen auto en daarom in 1952 maar in een oplage van 10 stuks gebouwd. De auto werd ingezet in snelheidsritten, zoals de Mille Miglia, de Carrera Panamericana en de andere ritten, waarin men met de wagen grote successen bereikte. 
De wagen was voorzien van de M 198-motor, die de 1179 kilo wegende wagen in 9 seconden naar de 100 km/h bracht. Deze 3-liter 6-cilinder lijnmotor was voorzien van een Bosch direct-inspuitsysteem, waardoor een vermogen van 175 pk kon worden opgewekt, 60 pk meer dan bij de standaardmotor van de 300. De topsnelheid bedroeg 225 km/h. Toen bleek dat deze wagen zeer aansprak bij liefhebbers van dit soort sportwagens, werden in de periode 1954-1957 1400 exemplaren gebouwd van de 300SL Coupé. Deze motor kreeg in de loop van de tijd meer wijzigingen, waardoor het vermogen tot 215 pk was opgelopen en de topsnelheid, afhankelijk van het type achterasoverbrenging, varieerde tussen de 235 en 269 km/h. Ook werden mogelijkheden voor motoraanpassingen en comfortverhoging aangeboden. Van dit type kon de carrosserie ook in aluminium worden uitgevoerd om een gewichtsbesparing van 158 kg te bereiken. Er is een gelimiteerde oplage van 29 exemplaren van geproduceerd. Deze gaan op veilingen weg voor meer dan 1.000.000 Euro. Het gewicht van een gewone 300SL bedroeg 1310 kg.

## 300SL Roadster

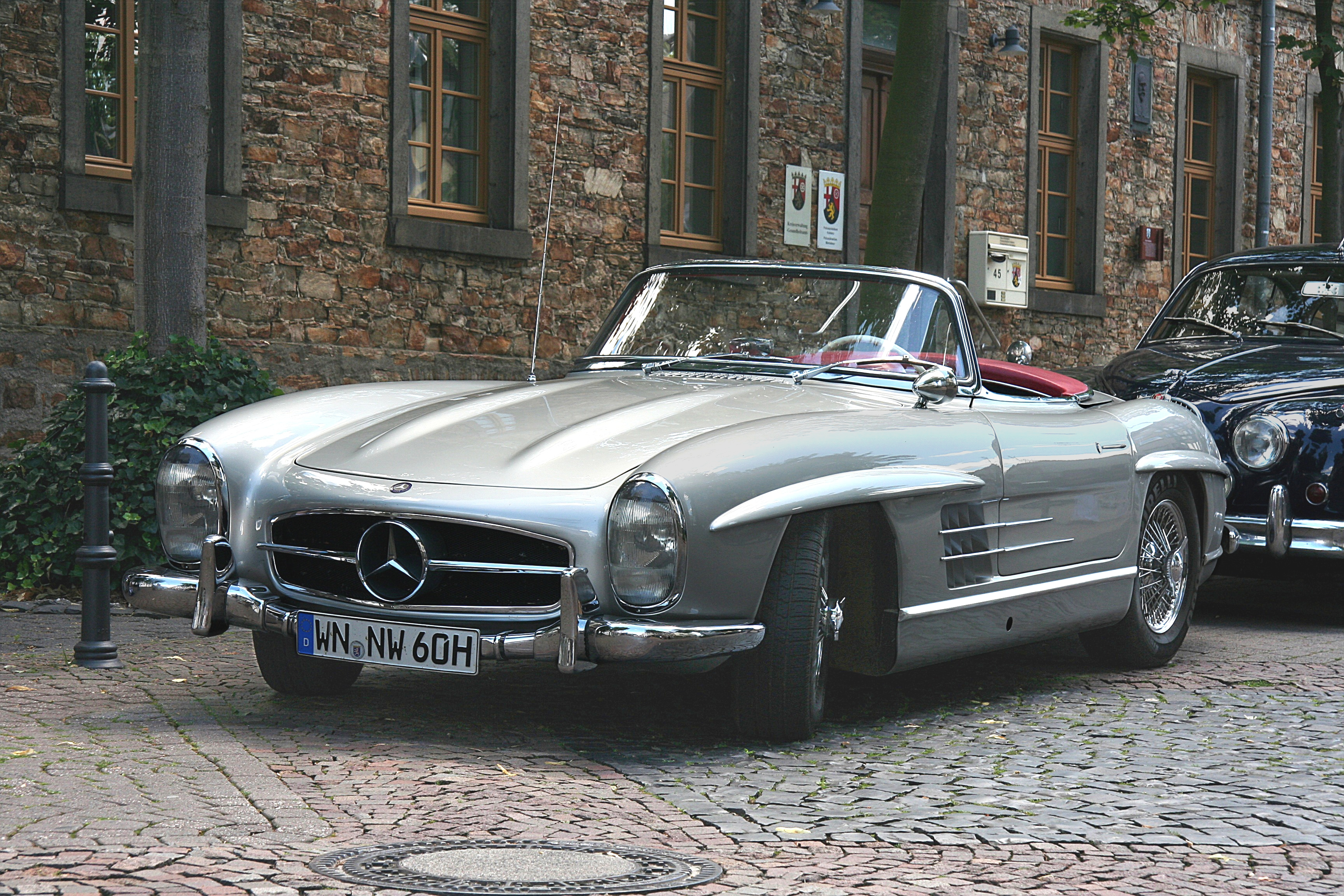
300SL Roadster

De W 198 II (300SL Roadster) werd in 1957 als opvolger van de 300SL Coupé geïntroduceerd, doordat die voor normaal straatgebruik niet aan de Mercedes-normen van comfort voldeed. De pendelas werd vervangen door een onafhankelijke wielophanging en de vering werd soepeler, wat sportief rijgedrag echter niet ten goede kwam. Het remvermogen was ook niet optimaal door de toepassing van trommelremmen, waardoor de wagens vanaf maart 1961 van schijfremmen rondom werden voorzien. De wagen, die als Roadster werd aangeboden, was nu alleen verkrijgbaar als normale tweedeurs auto met een als extra verkrijgbare losse hardtop. Van dit type werden tot het laatste productiejaar (1963) 1858 stuks vervaardigd.